# Xã Belle, Quận Holt, Nebraska
Xã Belle (tiếng Anh: Belle Township) là một xã thuộc quận Holt, tiểu bang Nebraska, Hoa Kỳ. Năm 2010, dân số của xã này là 40 người.